# 길가메시 서사시
길가메시 서사시 (Epic of Gilgamesh)는 고대 메소포타미아의 서사시로 수메르 남부의 도시 국가 우루크의 전설적인 왕 길가메시(Gilgaméš)를 노래하였다. 19세기 서남아시아 지방을 탐사하던 고고학자들이 수메르의 고대 도시들을 발굴하는 과정에서 발견되었다. 길가메시 서사시는 호메로스의 서사시보다 1500년가량 앞선 것으로 평가된다.

## 길가메시 서사시의 기원
"수메르 왕 명부"에 따르면 길가메시(수메르어 이름은 빌가메시 Bìl-ga-mèš)는 기원전 28세기경 우루크를 126년 동안 지배한 왕이었다고 한다. 기록을 보면 이때 이미 길가메시의 일생이 신비스럽게 꾸며진 것을 알 수 있다. 길가메시의 일생에 관한 전설은 시로 만들어져 구전되었는데, 기원전 21세기경 우르 왕이었던 슐기 때, 특히 길가메시에 대한 많은 시들이 지어진 듯하다. 그때까지 구전되던 시 몇 편이 이 무렵에 설형문자로 처음 기록되었을 가능성도 있다. 기원전 18세기 기록된 것으로 추정되는 길가메시(빌가메시)에 관한 시 다섯 편의 일부가 현재 전해지는데 모두 슐기 왕 시대에 기록된 시들의 사본일 가능성이 있다.
기원전 18세기에 함무라비 왕의 고대 바빌로니아 왕국이 메소포타미아의 지배자로 등장하며, 아카드어를 사용하는 바빌로니아인들도 길가메시에 대한 전설을 기록하기 시작했다. 지금까지 알려진 주요 아카드어 판본 중 가장 오래된 것은 한 구절을 따서 "모든 다른 왕들을 능가하는 왕(Surpassing all other kings)"으로 불리는데 함무라비 왕의 재위 기간에 기록되었다.
기원전 1300년과 1000년 사이 신레케운니니(Sin-leqe-unnini)라는 시인이 그때까지 전해지던 길가메시 전설을 하나의 서사시로 편집했다고 하는 아카드어 판본을 오늘날 표준판이라 한다. 이 판본은 첫 행을 따 "깊은 곳을 본 이(He who saw the deep)"라고 불린다. 그 후에 발견되는 여러 판본은 어느 정도의 차이는 있어도 모두 표준판을 기초로 한 것으로 생각된다. 현존하는 가장 완전한 형태의 판본은 니네베에 있는 아시리아 왕 아슈르바니팔(재위 기원전 668년-627년)의 서고에서 발견된 12개의 점토판에 기록된 것이다. 그러나 이것도 완전히 전하지 않아 학자들은 부분적으로 전해지는 여러 판본으로 전체 모습을 복원하고 있다.

## 길가메시(길가메쉬)라는 이름의 어원
- 길가메쉬가 히타이트어의 Bilgames(뒷뿌리 -mes: 영웅)에서 왔다고 일부 언어학자들이 주장하지만 가설에 불과하다.[1]
- 수메르인들은 길가메쉬를 빌가메쉬(Bilgamesh)로 부른 것으로 보인다. 학자들 사이에서 길가메쉬를 역사적인 실존 인물로 보는 견해에 무게가 실렸다. 그에 따라서 길가메쉬 이름의 어원을 신의 권위를 지녔다는 의미로 해석하기보다는 영생을 갈구했지만 결국에 죽음을 맞이해야 하는 인간 운명의 본질을 지녔다는 의미로 해석하는 견해가 있다. 히브리어(BC1000년 무렵에 기록)보다 더 오래된 기록 언어인 수메르어(BC3500~3000년 무렵에 기록)[2]로 쓰인 빌가메쉬(Bilgamesh)는 의미상 '빌가(bil-ga)'와 '메쉬(meš)'로 구성되어 있다. '빌가'는 '늙은이, 조상'이라는 뜻이고 '메쉬'는 '젊은이, 영웅'이라는 뜻으로 '빌가메쉬'는 이 둘이 서로 합쳐진 이름이다.[3]
- '길가메쉬'를 '길가미쉬(Gilgamish)' 로 표현하기도 하는데, 이는 본래 '기-빌-아가-미쉬(Gi-bil-aga-miš)'라고 한다. '기빌'은 불의 신을 의미한다. 이  '기-빌-아가-미쉬'가 추후에 '기빌가미쉬(Gil-bil-ga-miš)'로 바뀌고 최종적으로는 'b'가 'u'로 바뀌게 되어서 '길가미쉬(Gil-ga-miš)'가 되었다고 한다.

## 서사시의 내용
우루크의 지배자 길가메쉬는 지상에서 가장 강력한 왕으로 3분의 2는 신, 3분의 1은 인간인 초인(超人)이다. 그러나 백성들이 그의 압제에 불만을 터뜨리자 천신(天神) 아누(Anu)(수메르어로는 안)와 모신(母神) 아루루(Aruru)는 길가메쉬의 힘을 낮추기 위해 엔키두라는 힘센 야만인을 만든다. 길가메쉬와 엔키두가 싸우고 예상외로 길가메쉬가 이기자 둘은 친구가 된다. 둘은 삼나무 숲의 괴물 파수꾼 훔바바를 정벌하는 모험을 떠나 그를 죽이고 우루크로 돌아온다. 길가메쉬가 여신 이슈타르(Ishtar)(수메르어로는 이나나)의 유혹을 뿌리치자 이슈타르는 아버지인 아누에게 길가메시를 징벌하기 위해 하늘의 황소를 내릴 것을 요청한다. 길가메쉬와 엔키두는 하늘의 황소를 죽인다. 엔키두가 훔바바와 하늘의 황소를 죽인 데 분노한 신들이 엔키두를 죽인다. 친구의 죽음으로 충격을 받은 길가메쉬는 영생의 비밀을 듣기 위해 죽지 않는 유일한 인간인 우트나피시팀과 그의 아내를 찾아 나선다. 고생 끝에 우트나피시팀을 만나 대홍수에 대해 전해 듣고 영원히 살 수 있는 기회를 두 번 얻지만 모두 실패하고 우루크에 돌아온다.
"올라와서 그 산을 향하여 보아라[...]!
나는 나의 신성한 잠을 빼앗겼다.
나의 친구, 나는 오, 나는 얼마나 불편하고 얼마나... , 얼마나 방해하는 꿈을 보았다!
나는 그 대초원지대의 거친 황소를 붙잡았다.
그가 그 땅을 발로 차 올렸기 때문에 그 먼지는 하늘을 뿌옇게 했다.
나는 그 앞에서 물러났다.
그는 나의 옆구리를 강하게 덮칠 것이다.
그는 .... [...] ... 찢어버렸다.
그는 그는 음식을 주었다... 그는 음료를 주었고, 그는 나에게 그의 젖은 피부로부터 마시게
해주었다.
(그 꿈의 묘사는 마치고 엔키두로 추측되는 그밖에 누군가는 이제 그것을 설명한다.)
"그 신, 나의 친구에게 우리는 갔고, (10)
이런 형태가 이상하다 해도 거친 황소가 아닐까.
바로 보이는 그 거친 황소는 찬란한 샤마쉬이고,
비탄 속에서도 그는 그의 두 손을 잡을 것이다.
그의 젖은 피부로부터 그대에게 마시기 위해 주었던 그 사람,
그는 그대에게 명예를 주려는 너의 신이다.
우리는 그러므로, 루갈반다, 그에게 합하여야 하고,

우리는 죽음을 통해 불명예스럽게 되지 않도록 해야할지도 모른다.— 길가메쉬 서사시 발췌

## 성경과의 유사성

### 홍수설화

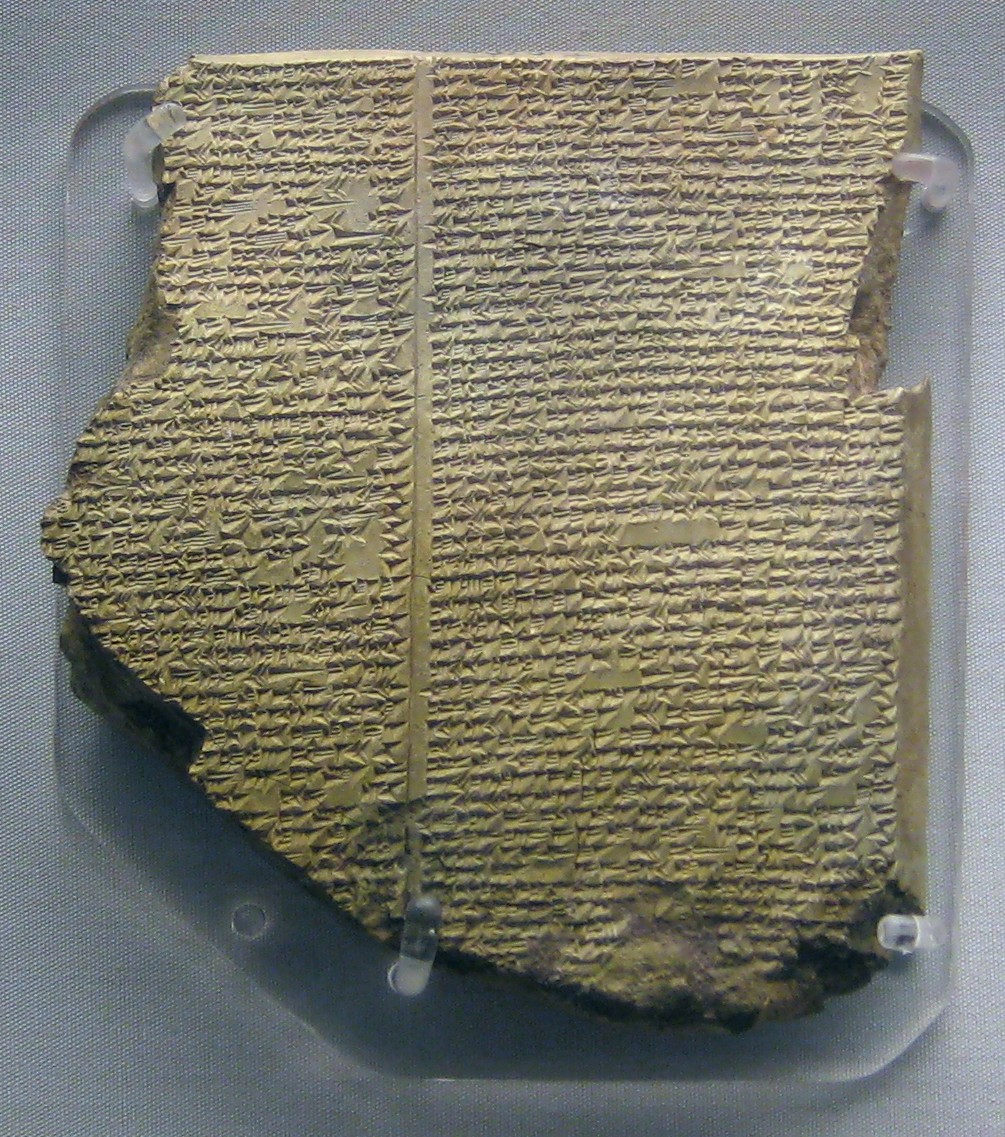
길가메시 서사시의 일부가 기록되어 있는 점토판. 대홍수와 방주의 건조에 관한 내용이 들어있다. 기원전 650년경의 것으로 확인된 아시리아의 점토판이 니네베에서 발견되어 현재 영국 런던의 영국박물관에 전시되어 있다. 수메르어로 기록된 기원전 3세기 경의 길가메시 서사시의 원본 점토판은 인멸되었다.

성경에서 신은 사악해진 인간들을 벌하기 위해 홍수를 일으킨다. 길가메시 서사시에 포함된 우트나피시팀의 이야기에서 신은 그 수가 너무 많아지고 소란스러워진 인간들을 벌하려 한다. 이 두 이야기는 많은 유사성을 보인다.
- 신(들)은 홍수를 일으켜 세상의 모든 남자들, 여자들, 아기들, 동물들을 멸망시키려 한다.
- 신(들)은 정직한 인물 한 명을 선택한다.
- 신(들)은 그 인물에게 여러 층으로 된 나무 방주를 만들도록 명한다.
- 방주는 피치로 틈이 봉해지고 많은 선실이 있었다.
- 그 인물은 방주를 만들고 다른 몇 명의 사람들과 각 종류의 동물들로 방주를 채운다.
- 거대한 홍수가 범람한다.
- 최초의 산들은 물에 잠긴다.
- 그 인물은 주기적으로 새를 보내 근처에 육지가 있는지 살핀다.
- 처음 보낸 두 마리의 새는 방주로 돌아 오고 세 번째 새는 육지를 찾았는지 방주로 돌아 오지 않는다.(성경에서 처음 보낸 까마귀는 돌아오지 않고(먹을 시체가 물위에 널렸기 때문에) 중간에 날려보낸 비둘기만 돌아오고 마지막 비둘기는 육지를 찾아서 돌아오지 않는다.)
- 그 인물과 그의 가족은 방주를 떠나 동물 한 마리를 살생하는 의식을 치르고 그 동물을 희생양으로 바친다.
- 신(들)은 희생양을 구울 때 나는 냄새를 맡는다.
- 그 인물은 축복을 받는다.
- 신(들)은 홍수에 대해서 유감을 표시한다.

### 기타
대홍수와 관련된 상징이나 서사 구조를 제외하고는, 대체로 이집트 신화가 보여주는 상징이나 서사 구조인, 인간 삶을 여정으로 보는 것, 사후 세계의 인정, 신적 인간의 유한한 생명과 부활, 동물혼의 묘사, 신적 존재와의 감응 - 그리스 신화도 그러하지만 - 등의 유사성은, 기독교 성경과의 비교를 도리어 무색하게 하므로, 여러 고대 종교들이 기록한 '대홍수기'를 별도의 주제로 설정하고 비교하는 것이 보다 유의미 할 것이다.

## 같이 보기
- 문학
  - 수메르 문학
  - 바빌로니아 문학
- 지명
  - 아트라하시스(Atra-Hasis)
  - 케다르 숲(Cedar Forest)
- 신화
  - 창조 신화
    - 수메르 창조 신화

  - 대홍수 신화
- 노아의 방주
- 범바빌론주의(Panbabylonism)

## 우리말 번역
- 김산해 지음·옮김, 길가메쉬 서사시, 휴머니스트, 2020년 6월 1일